# Saint-Avit (Puy-de-Dôme)
Saint-Avit – miejscowość i gmina we Francji, w regionie Owernia-Rodan-Alpy, w departamencie Puy-de-Dôme. Nazwa miejscowości pochodzi od imienia św. Awita.
Według danych na rok 1990 gminę zamieszkiwały 292 osoby, a gęstość zaludnienia wynosiła 15 osób/km² (wśród 1310 gmin Owernii Saint-Avit plasuje się na 562. miejscu pod względem liczby ludności, natomiast pod względem powierzchni na miejscu 468.).